# Largentière
Largentière (en occitano L'Argentièira) es una ciudad francesa, situada en el departamento de Ardèche y la región Ródano-Alpes.

## Geografía
Largentière está situada en el valle de La Ligne, a 10 kilómetros aproximadamente al sur.

## Demografía
| 1819 | 2888 | 2671 | 2373 | 1990 | 1942 |
| Para los censos de 1962 a 1999 la población legal corresponde a la población sin duplicidades (Fuente: INSEE [Consultar]) |      |      |      |      |      |

## Historia
Inicialmente llamada Segualeriae hasta el siglo XIII, la ciudad debe su nombre actual a las minas de plomo argentífero que los condes de Toulouse y los obispos de Viviers explotaban desde el siglo X al siglo XV.
Antigua propiedad de los obispos de Viviers, varones de Largentière, la ciudad guarda de esta etapa un patrimonio arquitectónico remarcable: la ciudad medieval, el castillo (del siglo XV), la iglesia gótica N. D. des Pommiers (del siglo XIII)
Largentière fue una pequeña ciudad industrial hasta el siglo XIX. Actualmente es sobre todo (fuera de la estación estival, muy turística) un centro administrativo importante (tribunal, administración departamental y prefectoral...) gracias a su función de subprefectura de Ardèche.
Hasta 1982, la ciudad estaba comunicada por una vía férrea desde Saint-Sernin. La antigua estación de ferrocarril está actualmente ocupada por la gendarmería y el parque de bomberos.